# Beskow (släkt)
Beskow är en svensk släkt.

## Historik
Namnet kommer från den tyska staden Beeskow, som idag ligger i delstaten Brandenburg, tidigare i Preussen. Släktens äldste kände medlem är skräddaråldermannen i Stralsund Arendt Beskow (1718–1790), vars söner Johan Jacob (1753–1795) och Bernhard Beskow (1762–1820) flyttade till Stockholm under senare delen av 1700-talet. Bernhard Beskow grundade ett framgångsrikt handelshus och blev en del av den så kallade Skeppsbroadeln.
Den senares son, författaren och akademiledamoten Bernhard von Beskow, adlades 1826 och blev friherre 1843. Han dog emellertid barnlös och slöt därmed själv sin ätt.

## Släktträd i urval
Följande släktträd har skapats med utgångspunkt i uppgifter från Svenskt biografiskt lexikon, Svenska släktkalendern 1913 samt olika upplagor av Vem är det.

### Stamfar
- Arendt Beskow (1718–1790), skräddarålderman i Stralsund

### Äldre grenen
- - Johan Jacob Beskow (1753–1795), stadskirurg i Arboga, assessor
    - Adolf Beskow (1785–1851), grosshandlare
      - Johan Wilhelm Beskow (1814–1904), brukspatron
        - John Edvard Beskow (1841–1913), sjökapten
          - John Henrik Beskow (1875–1941), advokat
            - Hans Beskow (1909–1986), museiman

          - Maja Beskow (1877–1953), teckningslärare[4]

      - Adolf Herman Beskow (1819–1875), rådman
        - Anna Matilda Beskow (1858–1893), gift med Johan Emil Valdemar Janzon, handlande
          - Erik Janzon (1884–1945), postmästare
            - Per Beskow (1926–2016), kyrko- och religionshistoriker

    - Jacob Beskow (1788–1849), sjökapten och godsägare
      - Karl Henrik Reinhold Beskow (1828–1908), kapten[5]
        - Jacob Beskow (1876–1928), industriman och politiker

      - Jacob Fredrik Beskow (1831–1922), läkare
        - Karl Beskow (1878–1966), generalmajor

      - Bernhard August Beskow (1837–1910), ståletsare

### Yngre grenen
- - Bernhard Beskow (1762–1829), grosshandlare i Stockholm
    - Bernhard von Beskow (1796–1868), författare, publicist och dramatiker
    - Gustav Beskow (1799–1890), grosshandlare
      - Axel Beskow (1831–1912), byrådirektör[6]
        - Fritz Beskow (1860–1932), präst och hovpredikant
          - Einar Beskow (1890–1968), bankdirektör[6]

        - Nils Gustaf Beskow (1863–1946), kyrkoherde, Sollefteå[6]
        - Emanuel Beskow (1869–1948), kontraktsprost, teologie doktor
          - Allan Beskow (1901–1988), läkare
            - Jan Beskow (1931–2020), psykiater och socialmedicinare, professor
            - Ann Beskow (född 1945), sjukgymnast och författare

        - Axel Beskow (1872–1960), grosshandlare
          - Curt Beskow (1901–1984), sjömilitär, diplomat

      - Wilhelm Beskow (1841–1915), kansliråd[6]
        - Gunnar Beskow (jurist) (1879–1936), hovrättsråd[6]
          - Bo Beskow (jurist) (1908–2000), häradshövding
          - Hans Beskow (1920–2016), arkitekt

        - August Beskow (1880–1946), jurist, landshövding
        - + Ingegerd Beskow (1887–1978), konstnär, gift med August Beskow
          - Einar Beskow (1916–2007), hovrättsråd

    - Henrik Beskow (1802–1886), ämbetsman
      - Theodor Beskow (1835–1912), kammarherre
        - Henry Beskow (1885–1956), kamrer
          - Sten Beskow (1912–2001), ämbetsman

    - Fritz Beskow (1804–1861), jurist och godsägare
      - Fritz Beskow (1832–1901), kyrkoherde i Skärstad, kontraktsprost
        - Natanael Beskow (1865–1953), konstnär och författare
        - + Elsa Beskow (1874–1953), konstnär och författare, gift med Natanael Beskow
          - Gunnar Beskow (1901–1991), geolog och författare 
            - Dag Beskow (född 1931), läkare,[7] gift med
            - + Synnöve Beskow-Lindfors (1937–1999), konstnär

          - Börje Beskow (1903–1997), undervisningsråd
          - Bo Beskow (1906–1989), konstnär och författare
          - Göran Beskow (1910–2011), lektor och läromedelsförfattare
            - Kaj Beskow (1935–1975), civilingenjör[8]
              - Andreas Beskow (född 1964), skådespelare[8]
                - Cornelia Beskow (född 1986), operasångerska

        - Eugenie Beskow-Heerberger (1867–1955), författare, 
          - Helge Heerberger (1907–1975), författare känd som Arvid Brenner, gift med Eva Malmquist, författare

      - Gustaf Emanuel Beskow (1834–1899), predikant, politiker och pedagog
        - Bernhard Emanuel Beskow (1862–1907), skolman och präst
        - Elisabeth Beskow (1870–1928), författare under pseudonymen Runa